# Kanton Toulouse-6
Kanton Toulouse-6 (francouzsky Canton de Toulouse-6) je francouzský kanton v departementu Haute-Garonne v regionu Midi-Pyrénées. Tvoří ho pouze část města Toulouse (čtvrtě Bonnefoy, Jolimont, Raisin, Les Mazades, Les Minimes, Marengo, Negreneys a Periole).